# Damaro
Damaro es una localidad de la prefectura de Kérouané en la región de Kankan, Guinea, con una población censada en marzo de 2014 de 27 395 habitantes.
Se encuentra ubicada en el centro-este del país, al este de la capital nacional, Conakri.